# St. Johannes der Täufer (Targowo)
Die Kirche St. Johannes der Täufer in Targowo (deutsch Theerwisch) ist ein Bauwerk aus der Wende des 19./20. Jahrhunderts. Bis 1945 war sie das Gotteshaus der vereinigten evangelischen Kirchengemeinden Theerwisch-Jablonken in Ostpreußen. Seit 1981/82 ist sie römisch-katholische Pfarrkirche der Pfarrei Targowo in Polen.

## Geographische Lage
Das Dorf Targowo liegt nördlich der Kreisstadt Szczytno (deutsch Ortelsburg) in der südlichen Mitte der polnischen Woiwodschaft Ermland-Masuren. Durch den Ort führt eine Nebenstraße, die Dźwierzuty (Mensguth Dorf) an der Landesstraße 57 (frühere deutsche Reichsstraße 128) mit Orzyny (Erben) an der Woiwodschaftsstraße 600 verbindet.
Die Kirche steht in der Ortsmitte östlich der Straße nach Jabłonka (Jablonken, 1938 bis 1945 Wildenau (Ostpr.))

## Kirchengebäude

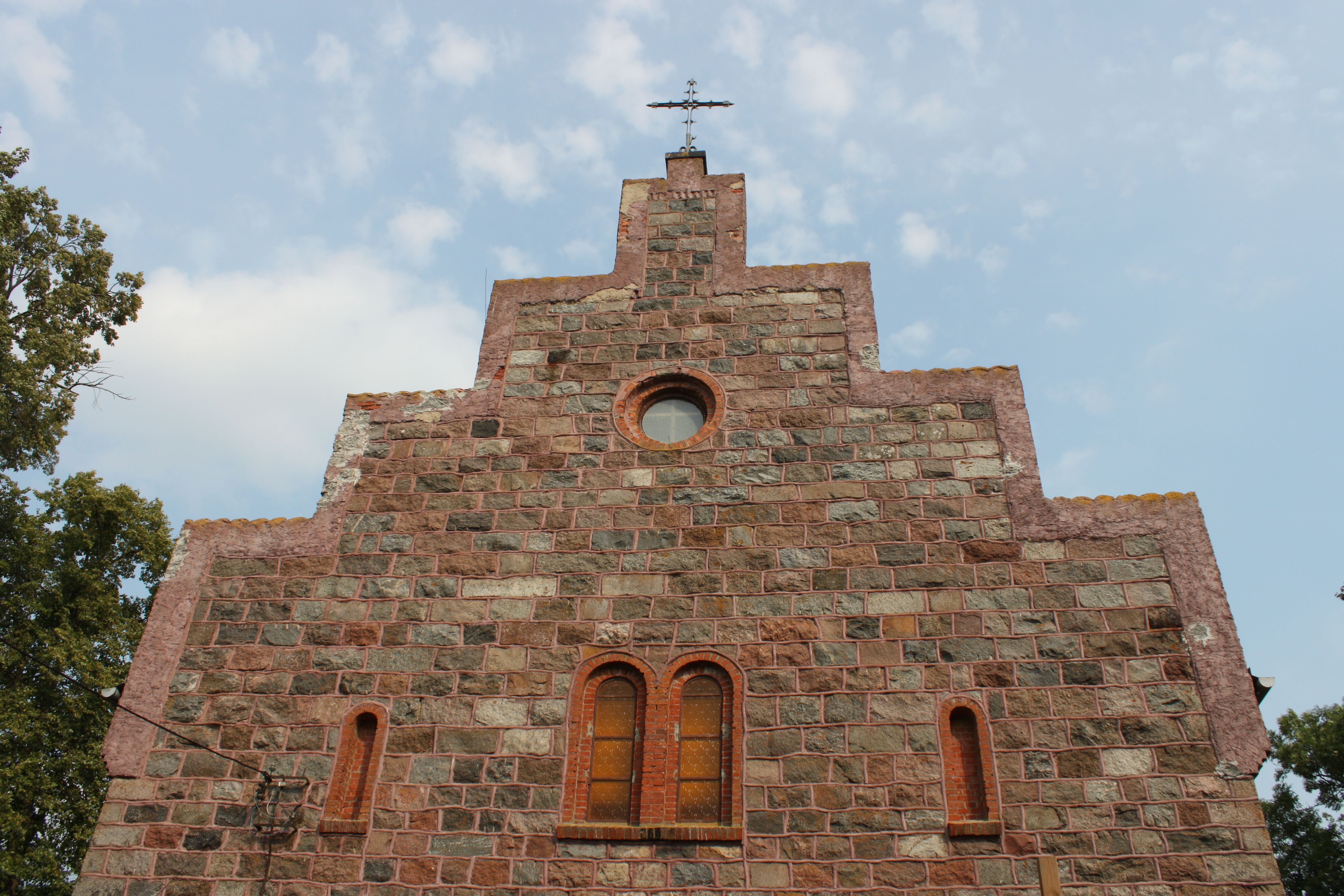
Staffelgiebel der Kirche

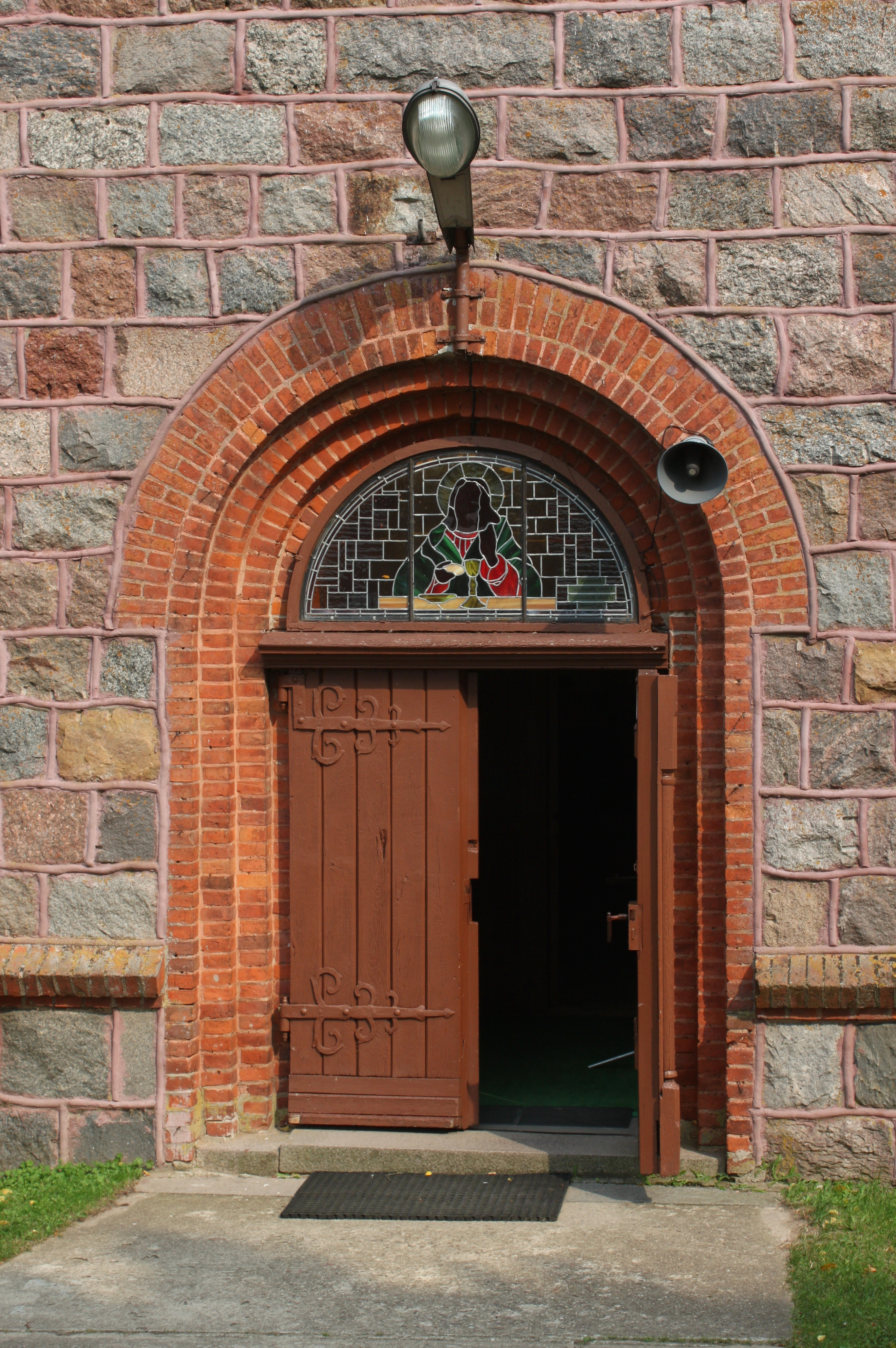
Eingangsportal

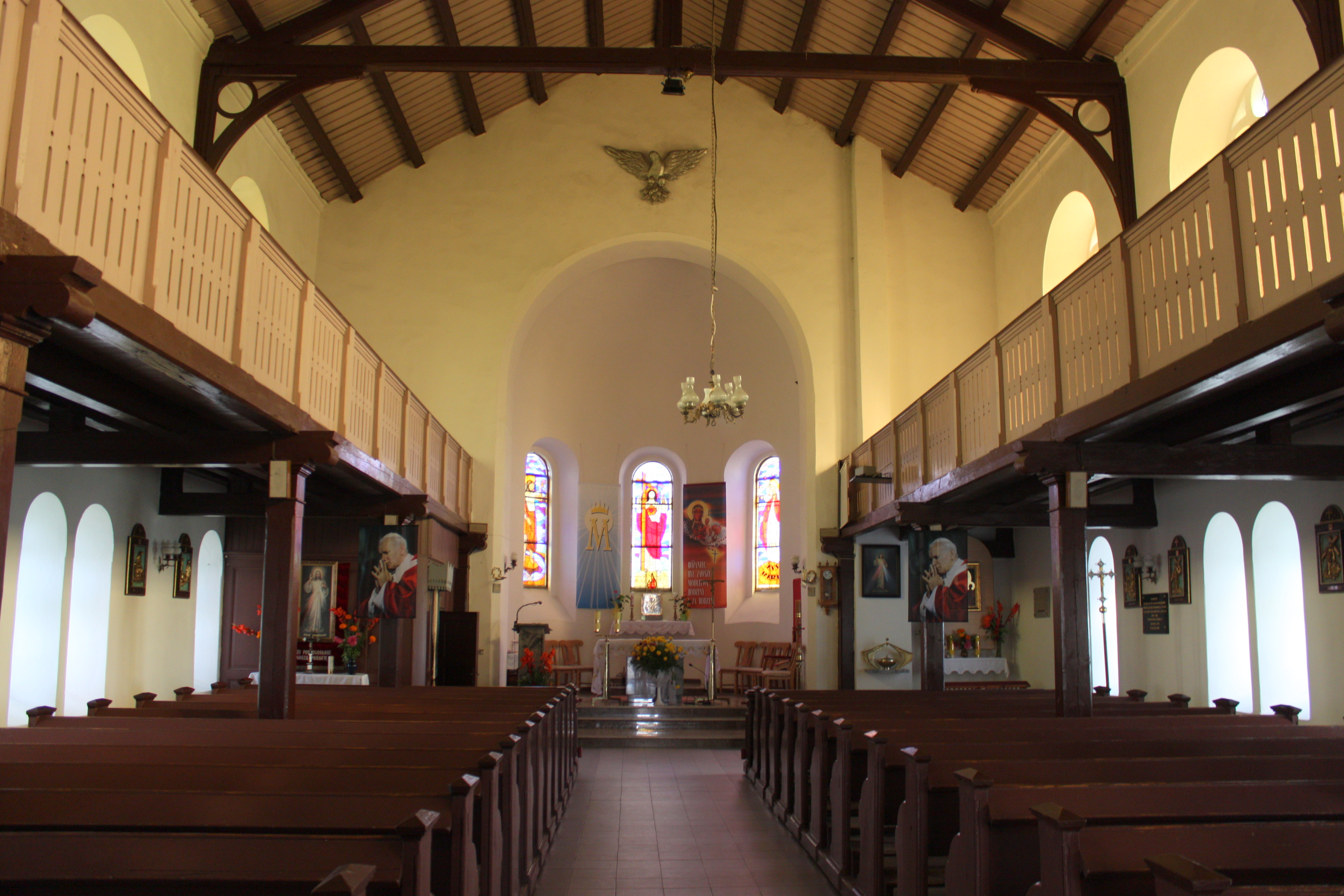
Innenansicht

Eine Kirche hat in Theerwisch bereits im beginnenden 15. Jahrhundert gestanden. Ob sie identisch mit dem 1823 als baufällig erwiesenen und dann abgerissenen Holzbauwerk war, ist nicht sicher. Ab diesem Jahr fanden die Gottesdienste im Pfarrhaus statt.
Im Jahre 1830 fasste Carl von Fabeck – Gutsbesitzer auf Jablonken und Theerwisch sowie Kirchenpatron beider Dörfer – den Plan, beide Kirchengemeinden zu einem Kirchspiel zu vereinen und – nachdem auch in Jablonken die Kirche baufällig und 1825 abgerissen worden war – in Theerwisch eine neue Kirche zu bauen, die dann Filialkirche der Pfarre in Groß Schöndamerau werden sollte. Doch dieser Plan zerschlug sich.

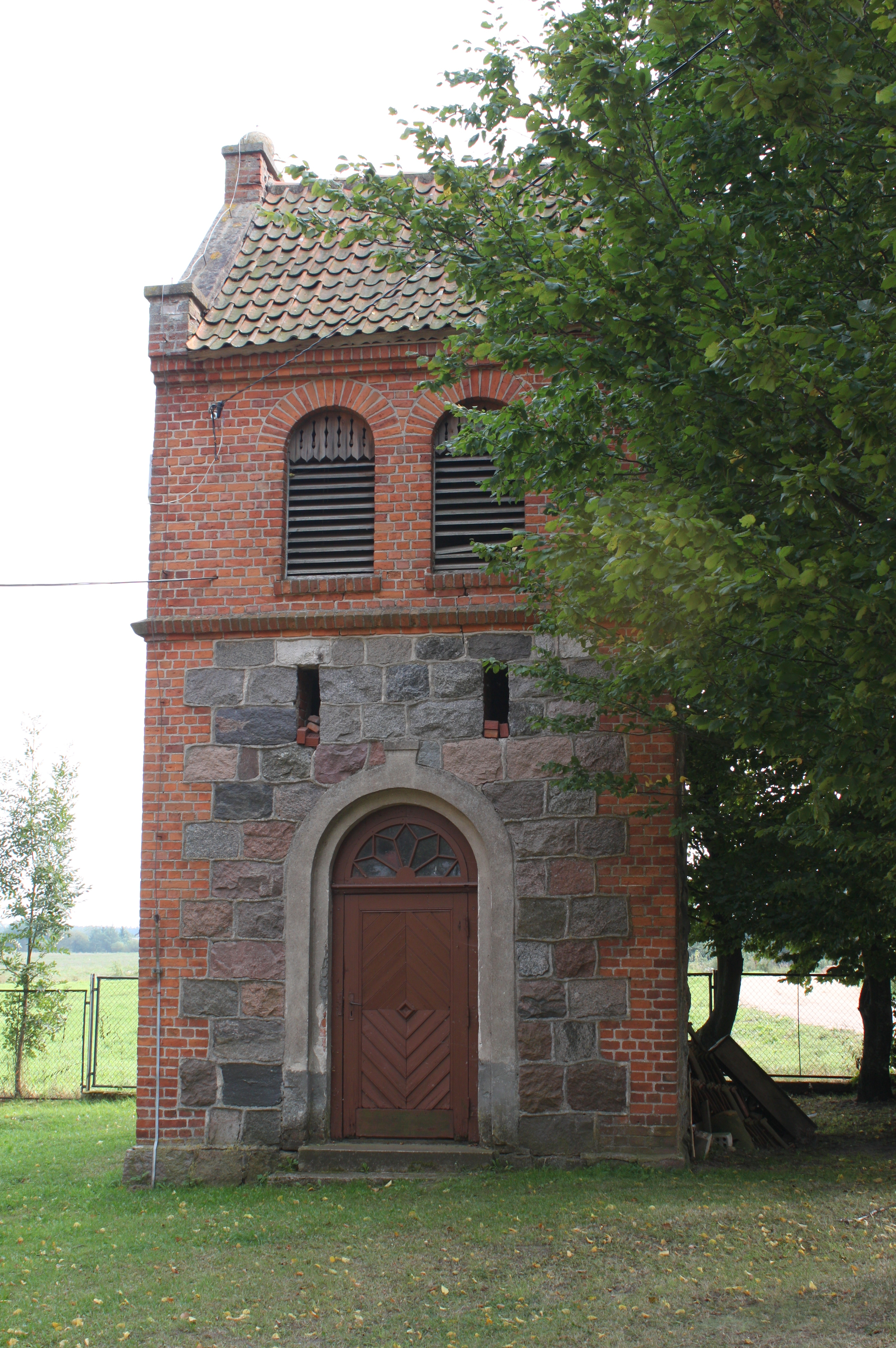
Der freistehende Glockenturm

Erst in den Jahren 1884 bis 1934 kam es in Theerwisch zu einem Kirchenneubau. Es wurde ein verputztes Feldsteingebäude mit Staffelgiebeln in sehr bescheidener Bauart in neoromanischem Stil errichtet. Die Kirche ist einschiffig und ohne architektonisches Details, mit einer niedrigen Apsis an der Ostwand.
Im Jahre 1927 wurde ein freistehender massiver Glockenturm neben der Kirche gebaut.
In den Jahren nach 1945 verfiel das Gebäude, da es keine Nutzung mehr durch die von Flucht und Vertreibung so gut wie ausgelöschten evangelischen Gemeinde mehr gab. 1981 kaufte die römisch-katholische Kirche das Gebäude, veränderte sie dem liturgischen Brauch entsprechend und nutzte sie ab 1982 als zentrales Gotteshaus der Pfarrei Targowo. 2000 wurde die Kirche in das Denkmalregister eingetragen.

## Kirchengemeinde
In Theerwisch bestand bereits in vorreformatorischer Zeit eine Kirchengemeinde. Mit Einführung der Reformation in Ostpreußen wurde sie evangelisch.

### Evangelisch

#### Kirchengeschichte
Die Kirche Theerwisch war anfangs in die Inspektion Saalfeld (polnisch Zalewo) eingebunden und unterstand dem Patronat des örtlichen Gutsbesitzers, der auch über die Pfarrer befand. Sie waren bis 1817 in Theerwisch ansässig. Danach wurde die Gemeinde von Mensguth (polnisch Dźwierzuty) aus versorgt, von 1833 bis 1850 dann von Rheinswein (polnisch Rańsk) aus. Bis 1897 war dann wieder Mensguth zuständig, bis dann wieder eigene Geistliche nach Theerwisch kamen, um die – ab 1900 vereinigten – Kirchengemeinden Theerwisch und Jablonken/Wildenau mit Pfarrsitz in Theerwisch zu betreuen. Beide Gemeinden waren bis 1945 in den Kirchenkreis Ortelsburg (Szczytno) im Superintendenturbezirk Passenheim (Pasym) in der Kirchenprovinz Ostpreußen der Kirche der Altpreußischen Union eingegliedert. 1925 zählte das vereinigte Kirchspiel 1510 Gemeindeglieder. Mit der Flucht und Vertreibung der einheimischen Bevölkerung erlosch das Leben der evangelischen Kirche in dem dann Targowo genannten Ort. Hier jetzt wieder lebende evangelische Gemeindeglieder orientieren sich zur Kirche Dźwierzuty bzw. zur Kirche Rańsk innerhalb der Diözese Masuren der Evangelisch-Augsburgischen Kirche in Polen.
Das einstige Pfarrhaus beherbergt heute ein Geschäft sowie eine Privatwohnung. In einem kleinen Wald gegenüber der Ortsfeuerwehr befindet sich der frühere evangelische Friedhof, auf dem deutsche Soldaten und auch deutsche Zivilisten beigesetzt worden sind.

#### Kirchspielorte (bis 1945)
Zum Betreuungsbezirk Theerwisch der vereinigten Kirchengemeinden Theerwisch und Jablonken/Wildenau gehörte neben dem Pfarrort Theerwisch sechs Orte:
| Deutscher Name | Geänderter Name (1938 bis 1945) | Polnischer Name |  | Deutscher Name  | Geänderter Name (1938 bis 1945) | Polnischer Name |
| -------------- | ------------------------------- | --------------- |  | --------------- | ------------------------------- | --------------- |
| Louisenthal    |                                 | Zazdrość        |  | Ruttkowen       | Ruttkau                         | Rutkowo         |
| Olschöwken     | Kornau (Ostpr.)                 | Olszewki        |  | Theerwischwolka | Waldrode                        | Targowska Wólka |
| Probeberg      |                                 | Stankowo        |  | Theerwischwolla | Theerwischwalde                 | Targowska Wola  |

#### Pfarrer (bis 1945)
An der Kirche in Theerwisch – mit Zuständigkeit ab 1900 auch für Jablonken/Wildenau – amtierten die Pfarrer:
- Sigismund Dimerski (um 1600)
- Johann Essedanus
- N. Dziemoi (bis 1673)
- Johann Phädowius (1675–1720)
- Michael Sinagowitz (1720–1734)
- Andreas Prziwara (1735–1740)
- Johann Gregorowius (1740–1760)
- Samuel Gutzeit (1760–1769)
- Simon Benedict Kiehl (1770–1774)
- Daniel Labusch (1775–1790)
- Michael Spekowius (1791–1799)
- Johann Smolan (1800–1803)
- Johann Samuel Gisevius (1804–1810)
- Albert Leopold Pianka (1813–1817)
- Georg Paul Brehm (1897–1909)
- Otto Kowalczick (1909)
- Adolf Gerß (1909–1919)
- Ernst Zander (1920–1928)
- Walter von Lingen (1929–1934)
- Paul Buczilowski (1936–1945)

#### Kirchenbücher
Von den Kirchenbüchern der Kirche Theerwisch haben sich erhalten und werden im Evangelischen Zentralarchiv in Berlin-Kreuzberg aufbewahrt:
- Taufen 1841 bis 1873

### Römisch-katholisch
Bis 1945 waren die katholischen Einwohner der Region Theerwisch in die Pfarrgemeinde in Mensguth eingegliedert. Sie gehörte zum Dekanat Masuren I (Sitz in Angerburg) innerhalb des Bistums Ermland.
Dem baulichen Verfall der evangelischen Kirche in Targowo setzte die katholische Kirche ein Ende, als sie 1981 das Gebäude kaufte. und wieder herrichtete. Mit Erlass vom 15. April 1982 des Ermländischen Bischofs Jan Obłąk wurde Targowo Sitz einer Pfarrei mit der Kirche St. Johannes der Täufer als Pfarrkirche. Die Pfarrei Targowo ist Teil des Dekanats Pasym im Erzbistum Ermland.